# Осинский, Йозеф Герман
Йозеф Герман Осинский (пол. Józef Herman Osiński, правильнее Юзеф; 4 марта 1738, Добшиков — 13 марта 1802, Варшава) — польский католический деятель, пиарист, педагог, автор и переводчик многих научных работ по физике, химии и металлургии, иногда называемый «первым польским учёным в области электричества». Был также ботаником, пионером в области изучения физиологии растений в Польше. После вступления в орден пиаристов принял имя Казимир.

## Биография
Вступив как послушник 20 августа 1755 года в орден пиаристов, новициат отбывал в Подолинеце. В 1757—1760 годах изучал гуманитарные науки в Жешуве (humaniora) и в Медзыжече Корецком логику и философию, имел у учителей репутацию талантливого студента. После окончания обучения стал преподавателем поэтики в Медзыжече и Варшаве. В 1764—1765 годах ксендз Осинский завершил получение богословского образования в Варшаве и был назначен профессором философии в Велюнь.
В 1768 году уехал за границу в качестве опекуна и учителя молодого Станислава Сольтыка по рекомендации бывшего пастора и преподавателя физики в Collegium Nobilium Антония Вишневского. Пребывание в Вене привело к его знакомству с известным химиком и естествоиспытателя Никола Жакином, чья работа оказала огромное влияние на Осинскиго. И в Вене, и в 1772 году в Париже Юзеф Осинский изучал последние достижения в области физики, химии и ботаники. После возвращения в Варшаву преподавал математику и философию в Collegium Nobilium, осенью 1783 года был избран консультором польских пиаристских провинций, в 1787—1789 годах был супериором, а в 1790—1792 годах ректором школы пиаристов в Ломже (в ЭСБЕ ошибочно указывалось, что в Радоме). В 1793 году вышел в отставку, но после распада Речи Посполитой вернулся к преподаванию, в 1796—1797 годах был ректором школы пиаристов в Кальварии, в 1797—1798 годах читал лекции по физике во Владиславовской коллегии в Варшаве, в 1800 году вернулся в Collegium Nobilium.
Ещё в 1779 году основал в Варшаве первую химическую лабораторию и выступал с бесплатной демонстрацией физических опытов. Написал первый учебник по чёрной металлургии на польском языке. Главные работы: «Fizyka doświadczeniami stwierdzona» (Варшава, 1777), впоследствии в переработанном виде издание вышло под заглавием «Fizyka najnowszemi odkryciami pomnoźona» (4 издания, 1810), «Nauka о gatunkach szukania rudy źelaznej» (1782), «Sposób ubezpeczający życie i majątki od piorunyw» (1784), «O wzroscie nauk fizycznych wdrugiej polowie wieku XVIII» и другие.